# Aeropuerto de Dublín
El aeropuerto de Dublín (en irlandés: Aerfort Bhaile Átha Cliath) es un aeropuerto internacional que presta servicio a Dublín, la ciudad capital de  Irlanda. Es operado por DAA (antes Autoridad del Aeropuerto de Dublín). El aeropuerto está ubicado 5.4 millas náuticas al norte de Dublín en Collinstown, Fingal. En 2024, más de 34,6 millones de pasajeros pasaron por el aeropuerto, por lo que es el año más activo registrado en el aeropuerto. Es el 14 ° aeropuerto más activo de Europa y también el más activo de los Aeropuertos en la República de Irlanda por tráfico total de pasajeros. Tiene los mayores niveles de tráfico en la  isla de Irlanda, seguido por Aeropuerto Internacional de Belfast, Condado de Antrim.
El aeropuerto tiene una extensa red de corto y mediano alcance, servida por una variedad de operadores, así como también una importante red de larga distancia centrada en América del Norte, el Medio Oriente y Asia del Este. Sirve como la sede de Irlanda transportista de bandera - Aer Lingus, aerolínea regional Stobart Air y el más grande low cost de Europa Ryanair, y ASL Airlines Ireland, junto con otras dos aerolíneas, CityJet y Norwegian Air International.
Los servicios de preautorización fronteriza de los Estados Unidos están disponibles en el aeropuerto para pasajeros con destino a los Estados Unidos. Shannon Airport es el único otro aeropuerto en Europa que ofrece esta instalación.
Al ser el aeropuerto más importante de la isla de Irlanda, el aeropuerto de Dublín cuenta con conexiones directas con las ciudades de Cork, Belfast y Galway. 

## Historia

### Aeródromo de Collinstown
En 1917, durante Primera Guerra Mundial, el townland de Collinstown, Santry se seleccionó como el sitio de una base para Royal Flying Corps británico. En abril de 1918, cuando el Cuerpo Aéreo pasó a llamarse Royal Air Force (Fuerza Aérea Real), el Aeródromo de Collinstown se había completado en más de un 20%. La construcción se completó en 1919 cuando estalló la Guerra de Independencia de Irlanda. El 20 de marzo de 1919, un grupo de 30 voluntarios, incluidos cinco empleados de la RAF, robaron 75 rifles y 5.000 cartuchos de munición de la base. Como "Collinstown Camp", el sitio fue utilizado para internamiento de republicanos irlandeses. Al final de 1922 la tierra y los edificios en Collinstown se transfirieron al Estado libre irlandés. El aeródromo rápidamente cayó en mal estado y la hierba creció en las antiguas pistas.

### Los comienzos en los años 1930 y 1940

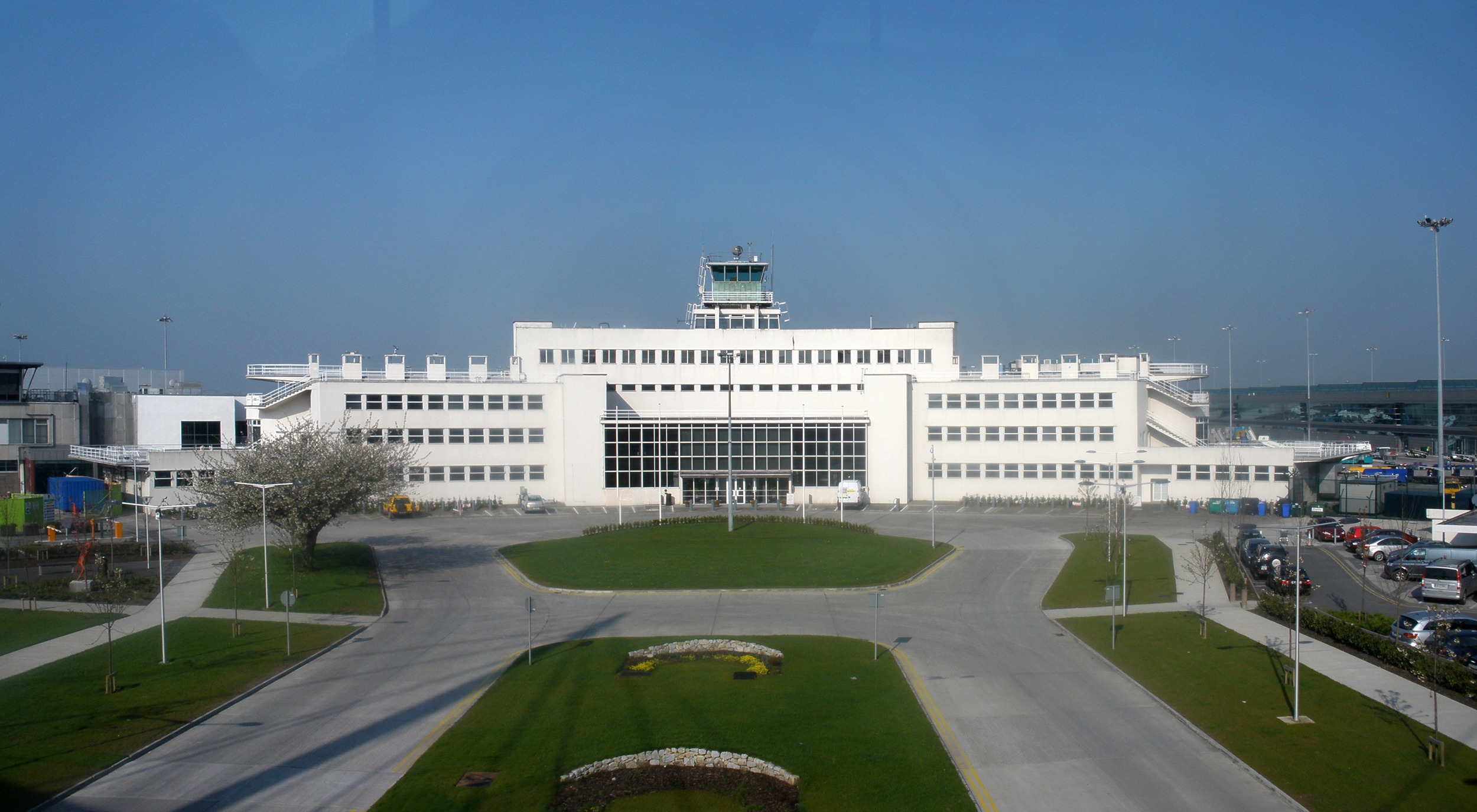
La terminal de pasajeros en estilo internacional original, terminada en 1940.

En 1936 el Consejo Ejecutivo del Estado Libre Irlandés estableció una nueva aerolínea civil, Aer Lingus, que comenzó a operar desde aeródromo militar, Aeródromo Casement, en Baldonnel, Irlanda al suroeste de Dublín. Se tomó la decisión de que un aeropuerto civil debería reemplazar a Baldonnel como aeropuerto de Dublín. El antiguo sitio de Collinstown, extendido a las tierras vecinas de Rock y Corballis, fue elegido.
El trabajo en el nuevo aeropuerto comenzó en 1937. A fines de 1939, se instalaron una superficie de aeródromo de césped, caminos internos, aparcamientos y electricidad e iluminación. El vuelo inaugural de Dublín tuvo lugar el 19 de enero de 1940 a Liverpool. En agosto de 1938, comenzaron los trabajos en un nuevo edificio terminal del aeropuerto. El edificio de la terminal fue diseñado por el arquitecto Desmond FitzGerald, hermano del político Garret FitzGerald. FitzGerald, que había diseñado una terminal de aeropuerto como parte de sus estudios universitarios, dirigió un equipo de arquitectos que también incluyó a Kevin Barry, Daithí Hanley, Charles Aliaga Kelly, Dermot O'Toole y Harry Robson. El edificio de la terminal se abrió a principios de 1941, con su diseño fuertemente influenciado por la estructura escalonada de los transatlánticos de lujo de la época. La terminal fue galardonada con la Medalla de Oro Trienal del Royal Hibernian Institute of Architects en 1942 y hoy es un edificio catalogado.
Debido a Segunda Guerra Mundial, que se conocía como The Emergency en el Estado libre irlandés, los servicios fueron severamente restringidos en el aeropuerto de Dublín hasta finales de 1945. La única ruta internacional programada operada durante esta vez fue por Aer Lingus a Liverpool (y por un tiempo al Mánchester en el Aeródromo de Barton. El final de la guerra significó el comienzo de una gran expansión en los servicios en el aeropuerto. Aer Lingus reanudó su servicio en Londres a Croydon en noviembre de 1945. En 1947, KLM inició los primeros vuelos europeos a Dublín con un servicio a Ámsterdam. Tres nuevas pistas de hormigón se completaron en 1948, y en 1950, después de diez años de operación, el aeropuerto había recibido a un total de 920,000 pasajeros.

### La expansión en las décadas de 1950, 1960 y 1970

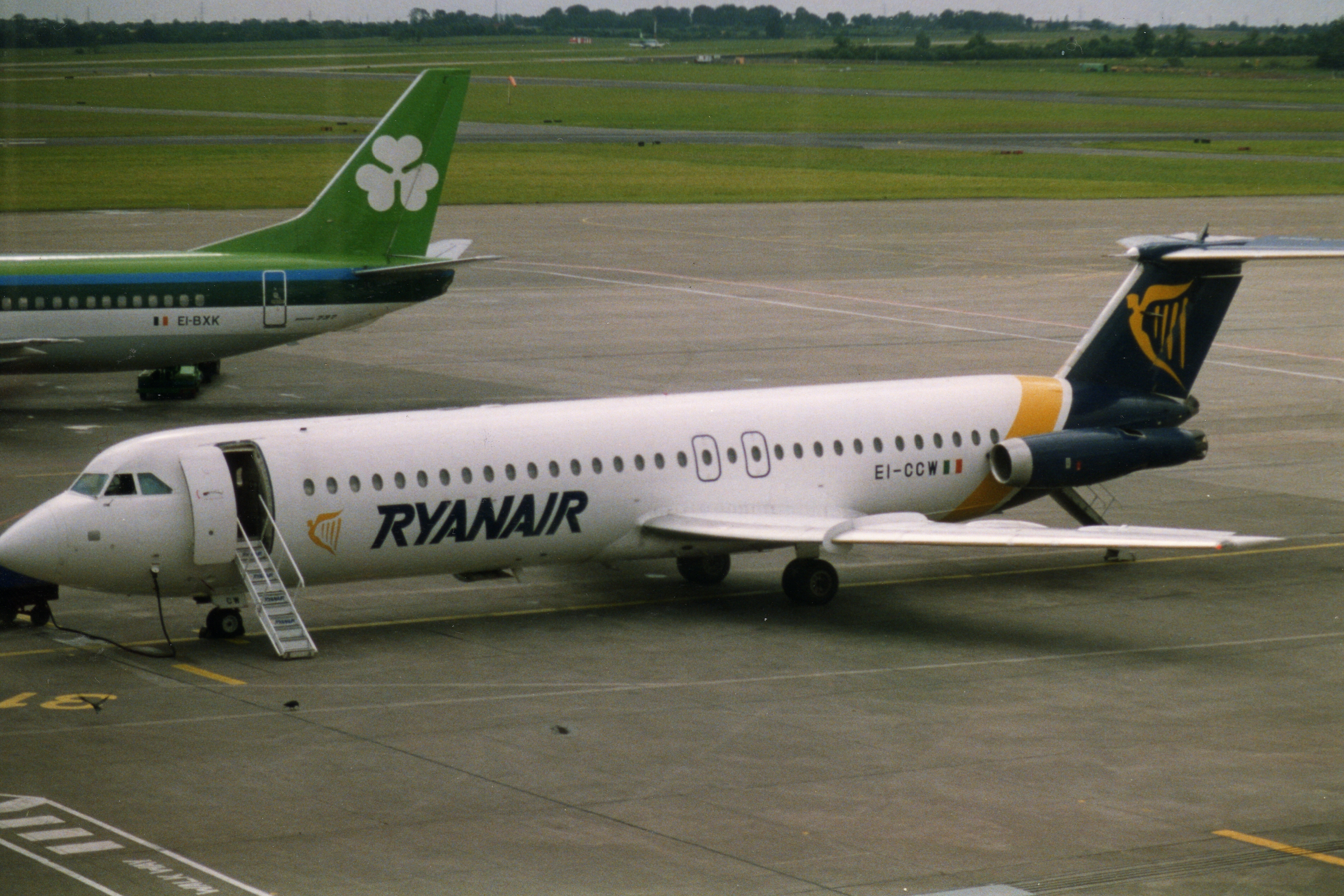
Dos de los mayores operadores del aeropuerto uno al lado del otro, un Ryanair BAC 1-11 (frontal) y un Aer Lingus Boeing 737 (trasero) en 1993

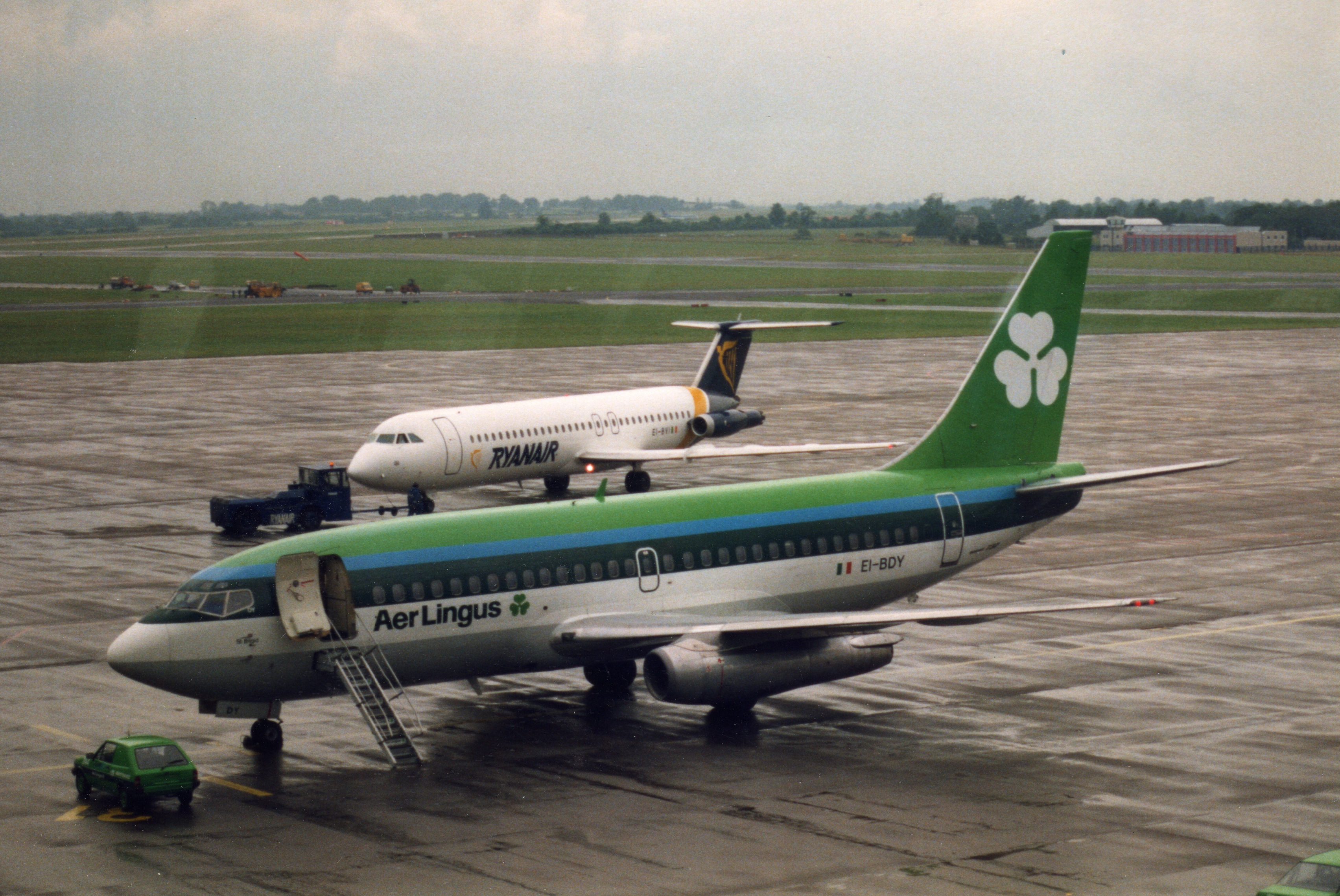
Un Aer Lingus Boeing 737-200 y un Ryanair BAC-111 en julio de 1992

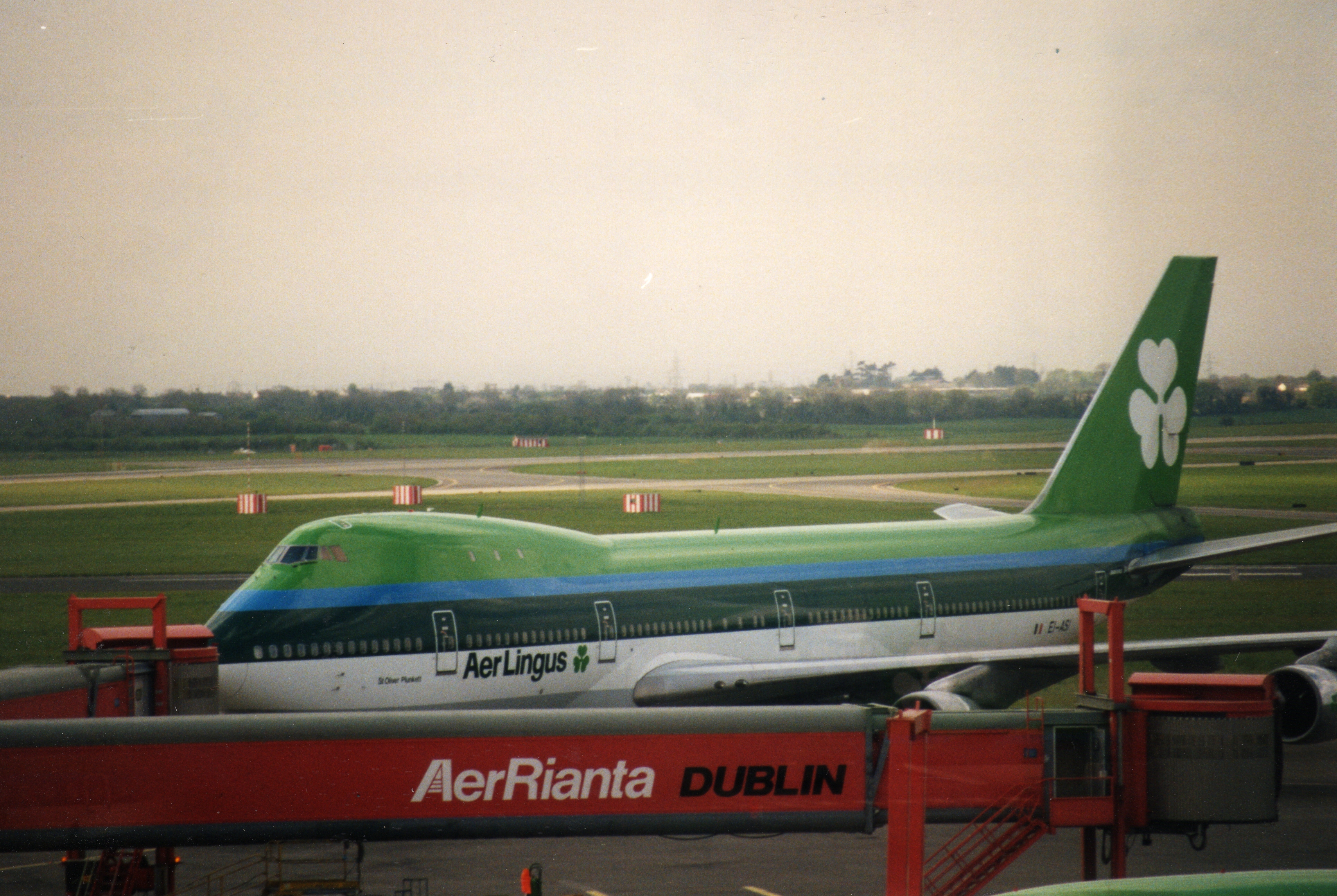
Un Aer Lingus Boeing 747 en mayo de 1994

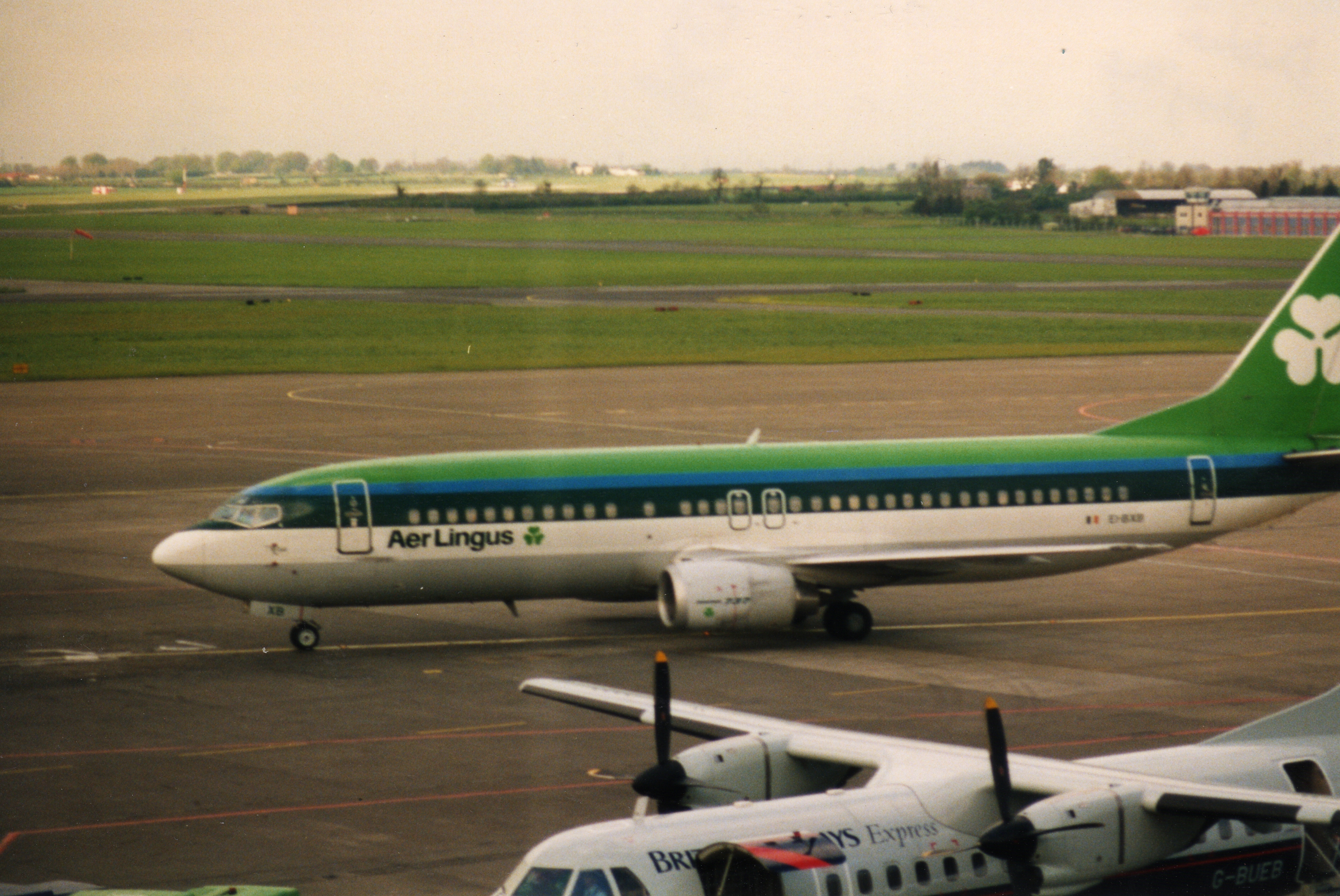
Un Aer Lingus Boeing 737-400 y un British Airways ATR 42.

Durante la década de 1950, el aeropuerto de Dublín se expandió con un crecimiento del tráfico prácticamente ininterrumpido. Se llevaron a cabo ampliaciones de pista y mejoras de terminal para hacer frente a la afluencia de tráfico y pasajeros. Las nuevas aerolíneas también comenzaron a prestar servicios en el aeropuerto. Estos incluyen British European Airways, Sabena y Northeast Airlines.
En 1958, Aer Lingus inició un nuevo servicio transatlántico a través del aeropuerto de Shannon. A mediados de la década de 1950, estaba claro que el edificio original de la terminal era demasiado pequeño para hacer frente al creciente número de pasajeros. En junio de 1959 se abrió una nueva Terminal Norte. Originalmente, el plan era que la Terminal Norte manejara todos los vuelos de EE. UU. Y Europa, pero se convirtió en la terminal de llegadas de todos los pasajeros del Aeropuerto de Dublín, mientras que la terminal de pasajeros original se utilizaba para las salidas. 
Durante la década de 1960, el número de operadores programados continuó creciendo y aeronave continuó evolucionando con el avance tecnológico. A fines de la década de 1960, un número considerable de Boeing 737 s, BAC One-Eleven s, Boeing 707 y Hawker Siddeley Trident s estaban usando el aeropuerto con regularidad . Para hacer frente a los aviones más grandes a finales de la década de 1960, se agregaron nuevos muelles de la puerta de salida cerca de la antigua terminal para hacer frente a aviones más grandes. Estos muelles se conectarían posteriormente a la Terminal 1. Durante 1969, el aeropuerto manejó 1,737,151 pasajeros.
La llegada de aviones de fuselaje ancho planteó oportunidades y desafíos para la aviación. En 1971, Aer Lingus recibió dos nuevos aviones Boeing 747; el primero llegó en marzo y, poco después, realizó un paso elevado sobre la O'Connell Street en Dublín el Día de San Patricio; un tercer Boeing 747 se entregó más tarde esa década. Para hacer frente a esto, se inauguró en junio de 1972 una nueva terminal de pasajeros de £ 10 millones capaz de manejar seis millones de pasajeros por año, que se conoció como la Terminal 1. El crecimiento anticipado en el aeropuerto de Dublín (y provisto de fuertes inversiones por el aeropuerto y Aer Lingus) durante la década de 1970 no se materializó de inmediato.

### En las décadas de 1980 y 1990
En 1983 Aer Lingus abrió su división 'Aer Lingus Commuter' que recibió aviones de  Shorts, Saab AB y Fokker turbohélice para abrir servicios domésticos diarios regulares a y desde los aeropuertos regionales más pequeños de Irlanda por primera vez, así como a servir rutas existentes a aeropuertos regionales más pequeños en el Reino Unido. En varias etapas de sus operaciones, se operaron vuelos a varios aeropuertos regionales irlandeses para alimentar a los pasajeros de la red internacional de Aer Lingus. Estos destinos nacionales incluyen Aeropuerto de Cork, Aeropuerto de Shannon, Aeropuerto de Kerry, Aeropuerto de Galway, Aeropuerto del oeste irlandés de Knock, Aeropuerto de Waterford, Aeropuerto Sligo y Aeropuerto de la Ciudad de Derry. Desde entonces, Aer Lingus Commuter ha sido reabsorbido en la compañía principal. Las rutas nacionales, con la excepción de Dublín-Shannon, fueron adquiridas por Aer Arann. La mayoría de estas rutas se han interrumpido ya que el desarrollo de la red de autopistas en Irlanda ha dado lugar a reducciones significativas en el tiempo de viaje por carretera. Aer Lingus ha continuado con los vuelos restantes de Dublín-Reino Unido.
Durante la década de 1980, la gran competencia, especialmente en las rutas de Dublín a Londres, dio lugar a un aumento en el número de pasajeros de 5,1 millones en 1989. En el mismo año, una nueva pista de 8650 pies (2636,5 m) y se abrió un centro de control de tráfico aéreo de última generación. El aeropuerto de Dublín continuó expandiéndose rápidamente en la década de 1990. El muelle A, que había sido la primera extensión del antiguo edificio de la terminal, se amplió significativamente. Se construyó un nuevo muelle C, completo con  puentes aéreos, y tan pronto como se completó, el trabajo comenzó a ampliarlo para doblar su capacidad. La planta baja del edificio original de la terminal se devolvió al servicio de pasajeros después de muchos años para proporcionar puertas de salida adicionales. El muelle D, que se completó en octubre de 2007, es un área exclusiva para embarque de tarifas bajas y ofrece 14 puestos de estacionamiento rápidos y puertas de embarque; estos no son servidos por puentes aéreos.

### El acuerdo bilateral de transporte aéreo
En 1993, un hito importante para el aeropuerto fue la firma de un nuevo acuerdo bilateral entre Estados Unidos e Irlanda (Acuerdo bilateral bilateral de transporte aéreo) que permitió a las líneas aéreas operar algunos servicios transatlánticos directos por primera vez hacia / desde el aeropuerto de Dublín en lugar de aterrizando en el camino en el aeropuerto de Shannon en la costa oeste de Irlanda. (Shannon había sido una vez una importante parada transatlántica de reabastecimiento de combustible para aviones pre-jet, y este acuerdo fue diseñado para proteger los intereses de la región de Shannon cuando los aviones modernos ya no requieren una parada de reabastecimiento y Shannon vio una caída en el tráfico). todavía tenía que proporcionar una cantidad igual de vuelos a Shannon o a través de Shannon que a Dublín. En noviembre de 2006 entró en vigor una reducción gradual del estado de Shannon llamado "escala" cuando se permitieron vuelos más directos a Dublín. El requisito de escala desapareció por completo en 2008. En ese momento, se permitió a las aerolíneas volar directamente a los Estados Unidos desde Dublín sin tener que unirlas con ninguna de Shannon. Se esperaba que esto daría lugar a un gran aumento de los servicios entre Dublín y los EE. UU. Y Aer Lingus identificó 16 destinos a los que le gustaría prestar servicios directamente desde Dublín.

### Historia reciente
Con el éxito de la economía irlandesa de "Celtic Tiger", el Aeropuerto de Dublín experimentó un crecimiento en los años 1990 y 2000. Esta demanda fue impulsada por una mayor demanda de viajes de negocios hacia y desde el país, junto con un aumento en el turismo interno y un aumento en la demanda de vacaciones en el extranjero y escapadas de la ciudad.
Finalmente, la demanda de los trabajadores migrantes de Irlanda, principalmente los procedentes de Europa del Este, ha dado lugar a un gran número de nuevas rutas que se abren a los destinos en los estados de la Unión Europea. Irlanda fue uno de los tres únicos países de la Unión Europea (además del Reino Unido y Suecia) que abrió sus fronteras libremente a los trabajadores de los diez países candidatos a la adhesión de la Unión Europea que se unió en 2004.

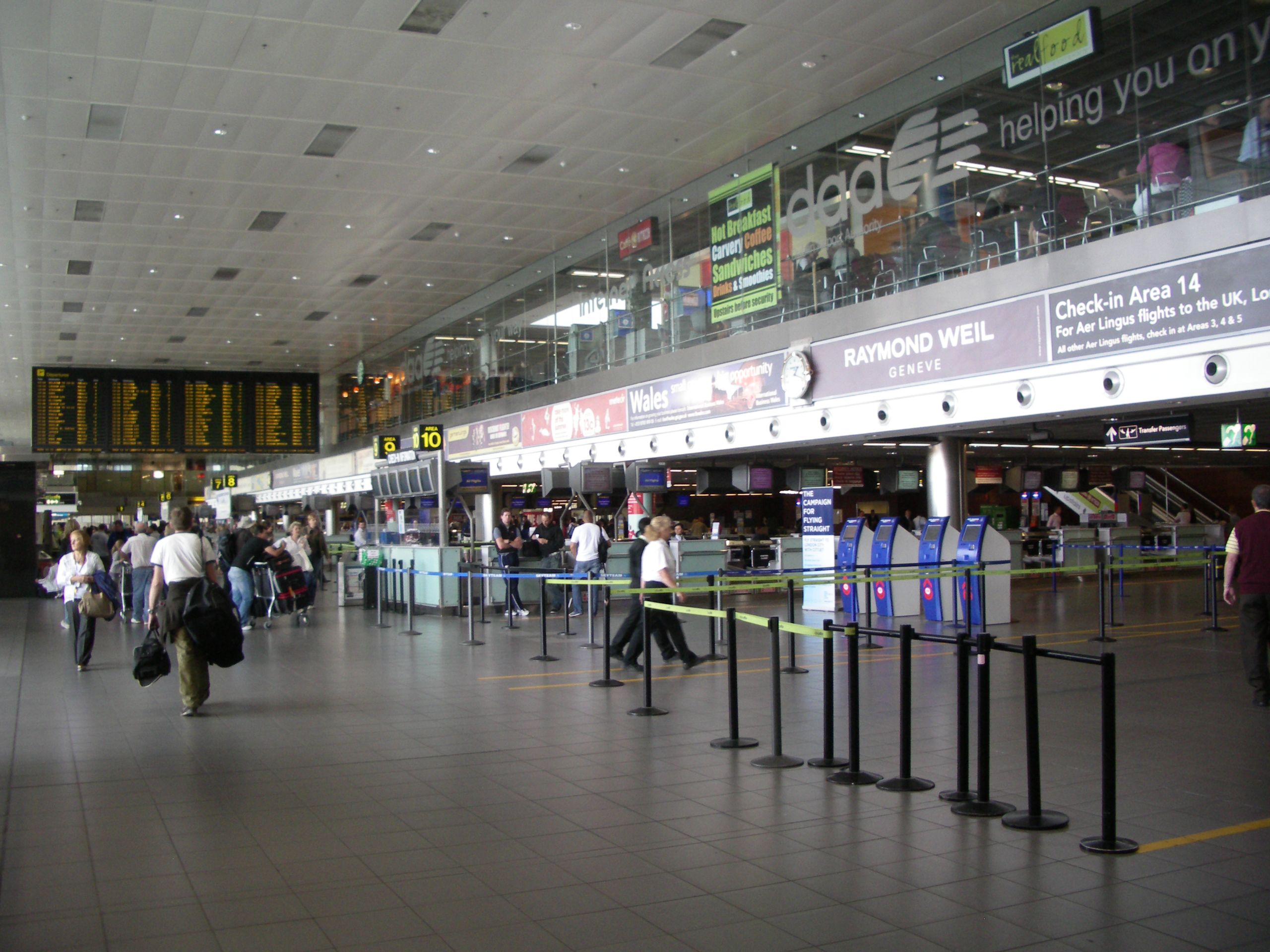
Nivel de salidas de la Terminal 1

## Terminales de pasajeros

### Terminal 1
El actual edificio de la Terminal 1, inaugurado en 1972, fue diseñado para manejar cinco millones de pasajeros por año. El diseño original incluía un segundo muelle que habría sido idéntico al muelle Pier B en forma de decágono actual, pero nunca se construyó. Originalmente, un aparcamiento se encontraba en el piso superior del edificio y las rampas de acceso siguen en su lugar, pero se cerró por razones de seguridad en la década de 1970 y se convirtió en oficinas. La Terminal 1 se ha extendido y mejorado regularmente en las últimas dos décadas. En octubre de 2007, un nuevo muelle diseñado por Larry Oltmanns, mientras que el director de diseño de la oficina de Londres de Skidmore, Owings & Merrill, que también diseñó gráficos para su interior, se abrió al norte de la terminal 1. Este muelle atiende la mayoría de los vuelos de Ryanair. En 2009, se agregó una nueva extensión con nuevos locales de comida y venta al por menor a la Terminal 1. La Terminal 1 es actualmente el hogar de todas las aerolíneas excepto Aer Lingus, American Airlines, Delta Air Lines, Emirates, Noruega (servicios de larga distancia) y United Airlines. El muelle C fue demolido durante la construcción de la Terminal 2.

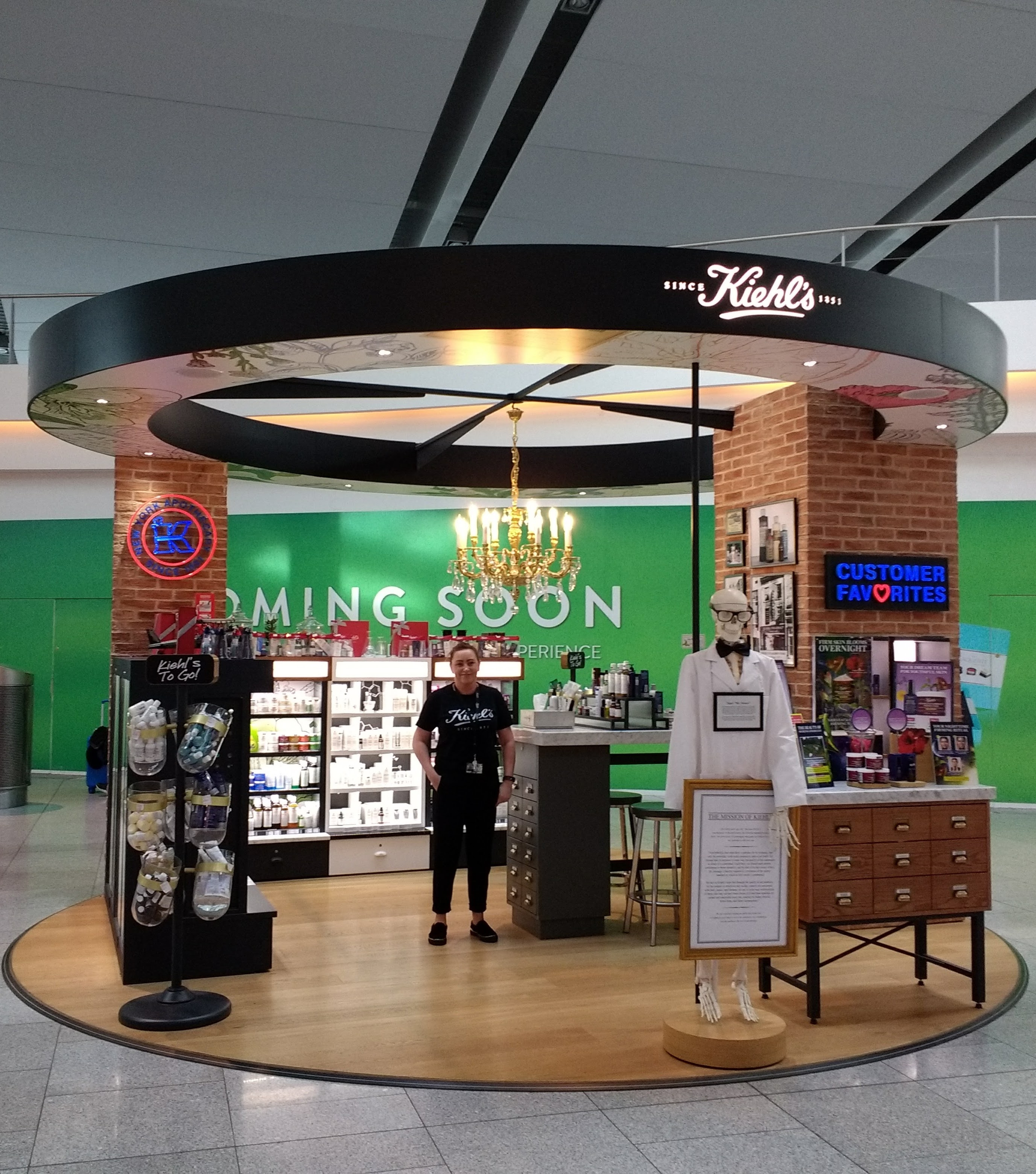
Un kiosko de Kiehl en la Terminal 2 en Aeropuerto de Dublín.

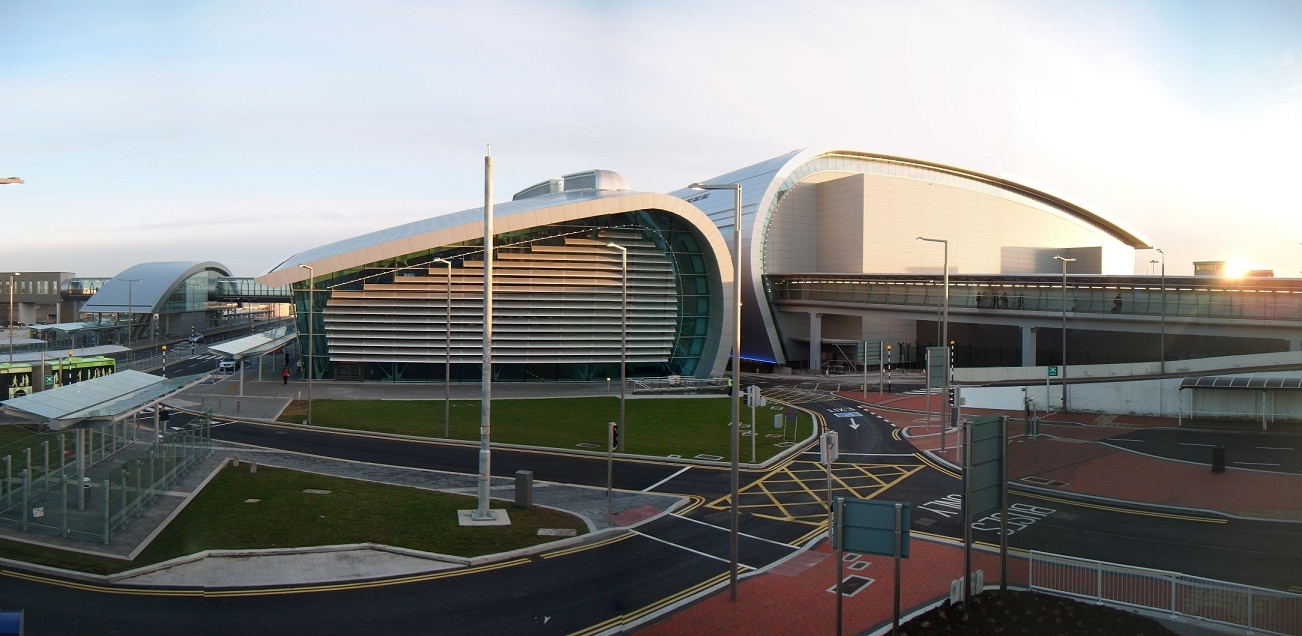
Terminal 2

### Terminal 2
La Terminal 2 es una terminal y muelle (Pier E) de 75,000 m (810,000 pies cuadrados) que proporciona estacionamiento para 27 aviones de cuerpo estrecho a través de 19 puertas de embarque que pueden manejar hasta 15 millones de pasajeros anualmente. El proyecto fue diseñado por Pascall y Watson arquitectos y el costo total fue de 600 millones de euros. Aer Lingus es el principal operador que opera en la terminal 2 y desde su apertura ha desarrollado un centro en Dublín principalmente para el tráfico que viaja entre Europa y los Estados Unidos. La Terminal 2 es ahora la puerta de enlace transatlántica para los vuelos a los Estados Unidos, ya que cuenta con una instalación de inmigración previa al despacho de aduana en Estados Unidos que anteriormente se encontraba en la terminal 1.
La construcción de la Terminal 2 comenzó el 1 de octubre de 2007, y fue inaugurada oficialmente el 19 de noviembre de 2010 por el entonces Taoiseach Brian Cowen TD. El propósito de la terminal 2 era alojar a todos los transportistas de largo recorrido además de Aer Lingus. el crecimiento significativo en el tráfico de Estados Unidos ha resultado en que la mayoría de los transportistas de larga distancia que vuelan fuera de los Estados Unidos permanezcan en la terminal 1. Durante el diseño de la terminal 2 se tomaron medidas para un control ampliado en la sala y muelle adicional (Pier F). Actualmente Aer Lingus, American Airlines, Delta Air Lines, Emirates,  Norwegian y United Airlines operan desde la terminal 2.

## Desarrollos aeroportuarios

### Nuevo complejo de control de tráfico aéreo
La construcción está actualmente en curso en un nuevo complejo de control de tráfico aéreo y una torre de control que reemplazará la estructura existente. La nueva instalación ha sido diseñada por Scott Tallon Walker arquitectos. Se presentó una solicitud de planificación en agosto de 2009.

### Nueva pista

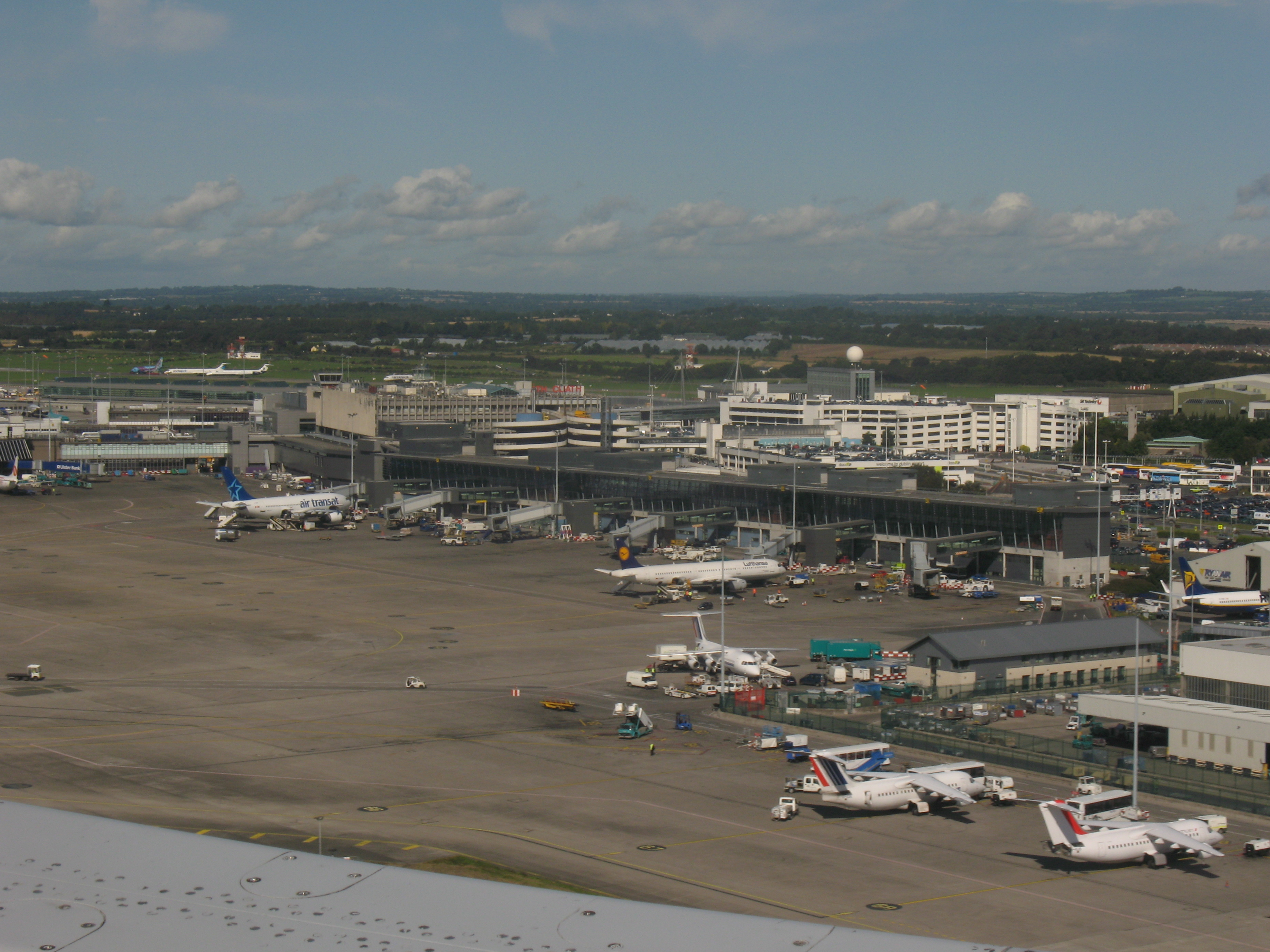
Delantal principal visto desde el aire del muelle C (centro, ahora reemplazado por la Terminal 2) es claramente visible con la rampa de carga y estaciones de mantenimiento de Ryanair.

Se planea construir una nueva pista de 3110 metros paralela a la pista existente 10/28, que se inauguró en 1989. El permiso de planificación para la pista se concedió en agosto de 2007, con 31 condiciones de planificación adjuntas.
La nueva pista reemplazará la pista 11/29 (que ya no se usa como pista y ahora se usa para estacionamiento de aeronaves) y se construirá 1690 metros al norte de y paralelo a la pista existente 10/28. La nueva pista permitirá que el aeropuerto albergue a 30 millones de pasajeros por año una vez en operación, y será 3110 metros de largo. En marzo de 2009 el DAA anunció en una propuesta de consulta que la nueva pista se puede construir con una longitud de 3660 metros luego de consultar con posibles transportistas de larga distancia. Una pista de esta longitud permitiría vuelos directos desde Dublín al Lejano Oriente. 
Se esperaba que la pista costara alrededor de 300 millones de euros. Mientras tanto, la compañía ha invertido mucho en extender delantales y crear rápidas salidas calles de rodaje para obtener la máxima eficiencia de la pista principal existente. La pista 11/29, la pista más corta y una de las más antiguas, está cerrada para permitir el estacionamiento de la aeronave. Esta pista desaparecerá bajo la nueva pista paralela a su debido tiempo.
Tras un retraso de varios años debido a la Crisis financiera de 2007-2010 y las predicciones de una caída de la demanda de los consumidores, se anunció en abril de 2016 que la nueva pista comenzaría la construcción en 2017 y se completará con 2020.

## Aerolíneas y destinos

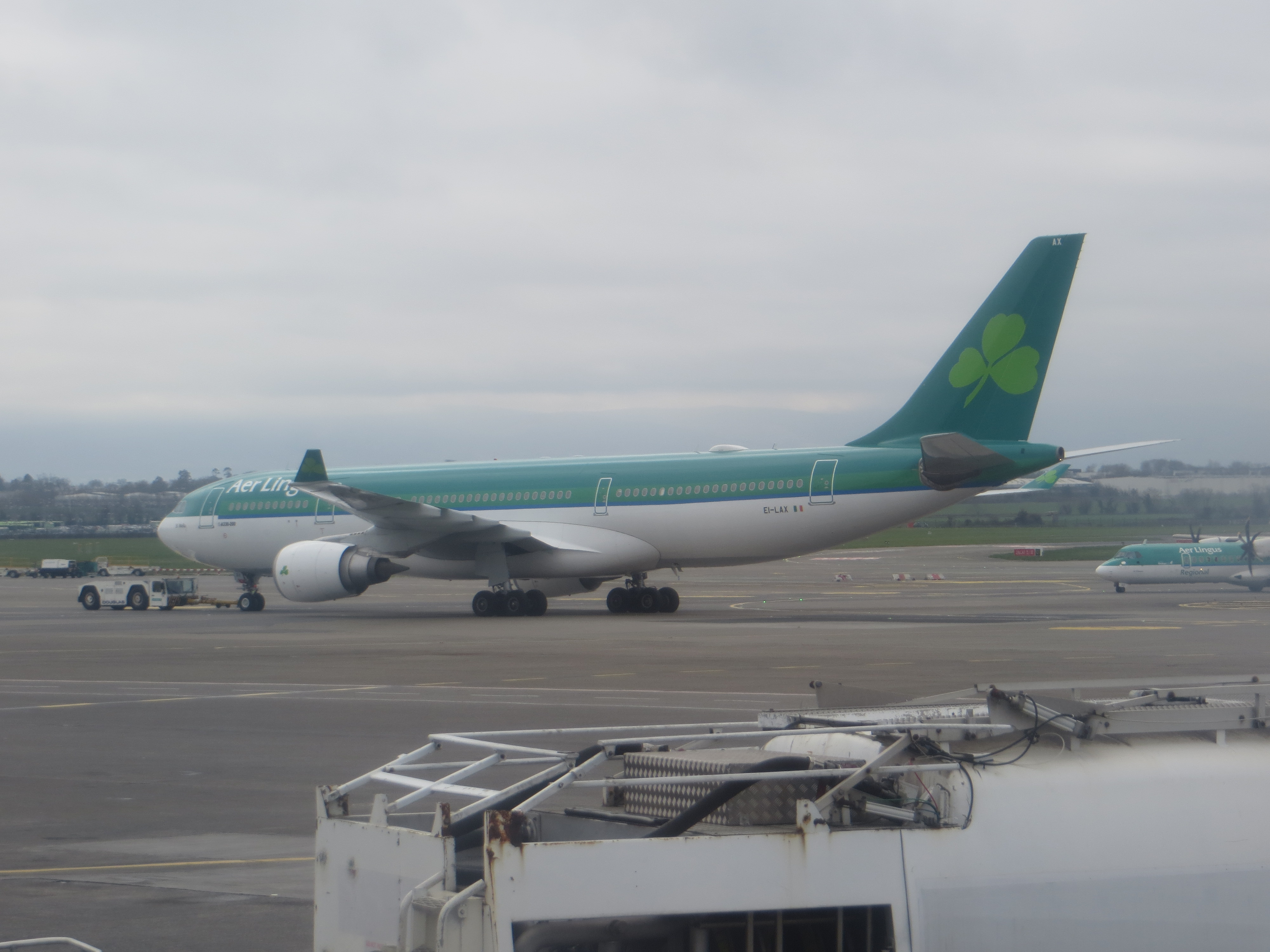
Un avión Airbus A330-200 de Aer Lingus.

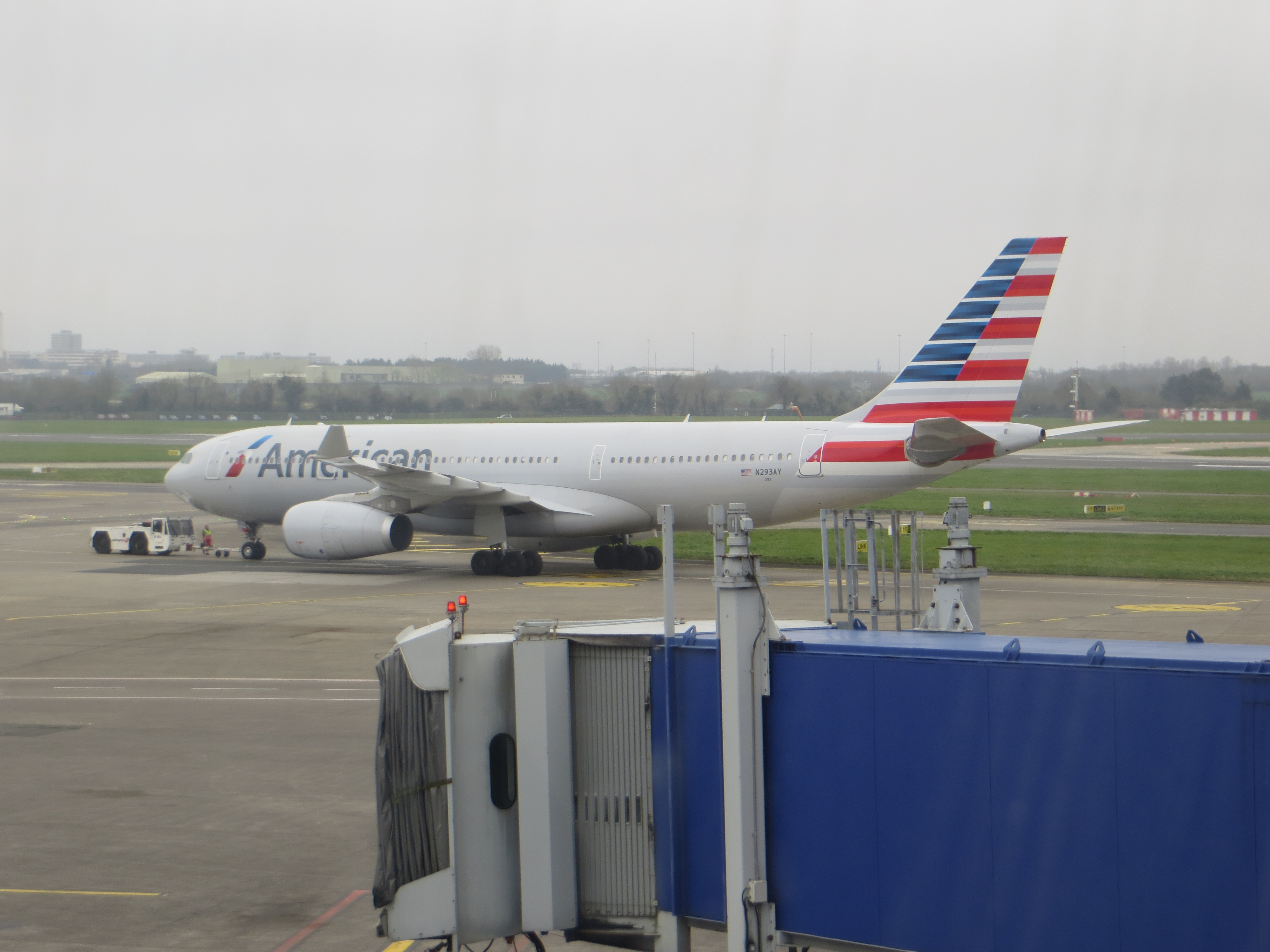
Un Airbus A330-200 de American Airlines preparándose para salir a Filadelfia.

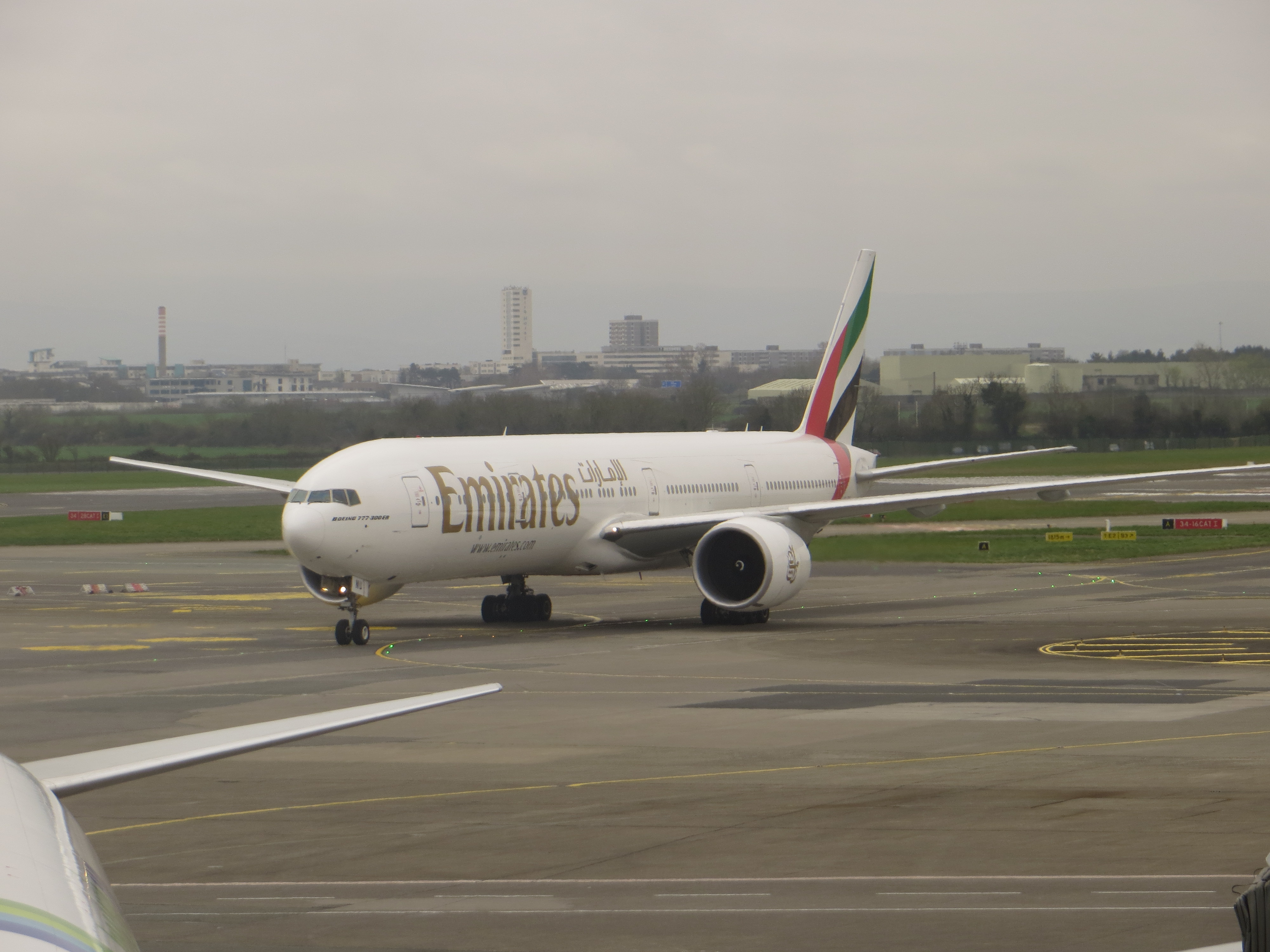
Un Boeing 777-300ER de Emirates llegando de Dubái.

| Ciudades por países        | Nombre del aeropuerto                                  | Aerolíneas                                                                                                 | Aeronaves           | Frecuencias semanales |        |
| África                     | África                                                 | África | África              | África                | África |
| -------------------------- | ------------------------------------------------------ | --- | ------------------- | --------------------- | ------ |
| Etiopía                    |                                                        | |                     |                       |        |
| Adís Abeba                 | Aeropuerto Internacional Bole                          | Ethiopian                                                                                                  |                     |                       |        |
| Marruecos                  |                                                        | |                     |                       |        |
| Agadir                     | Aeropuerto de Agadir-Al Massira                        | Air Arabia Maroc                                                                                           | A320-214            |                       |        |
| Marrakech                  | Aeropuerto de Marrakech-Menara                         | Ryanair | B737                |                       |        |
| Norteamérica               |                                                        | |                     |                       |        |
| Canadá                     |                                                        | |                     |                       |        |
| Calgary                    | Aeropuerto Internacional de Calgary                    | WestJet (Estacional)                                                                                       | B7x7                |                       |        |
| Halifax                    | Aeropuerto Internacional de Halifax-Stanfield          | WestJet (Estacional)                                                                                       | B7x7                |                       |        |
| Montreal                   | Aeropuerto Internacional Pierre Elliott Trudeau        | Air Canada (Estacional) Air Transat (Estacional)                                                           | B787-8              | 3                     |        |
| San Juan de Terranova      | Aeropuerto Internacional de San Juan de Terranova      | WestJet (Estacional)                                                                                       | B7x7                |                       |        |
| Toronto                    | Aeropuerto Internacional Toronto Pearson               | Aer Lingus Air Canada Air Transat (Estacional) WestJet (Estacional)                                        | A330ceo B787-9 B7x7 | 7                     |        |
| Vancouver                  | Aeropuerto Internacional de Vancouver                  | Air Canada                                                                                                 | B787-8              | 4                     |        |
| Estados Unidos             |                                                        | |                     |                       |        |
| Atlanta                    | Aeropuerto Internacional Hartsfield-Jackson            | Delta Airlines (Estacional)                                                                                |                     |                       |        |
| Boston                     | Aeropuerto Internacional Logan                         | Aer Lingus Delta Airlines                                                                                  | A330-302 B767-300ER |                       |        |
| Charlotte                  | Aeropuerto Internacional de Charlotte-Douglas          | American Airlines (Estacional)                                                                             |                     |                       |        |
| Chicago                    | Aeropuerto Internacional O'Hare                        | Aer Lingus American Airlines (Estacional) United Airlines (Estacional)                                     | A330ceo B757-224    |                       |        |
| Cleveland                  | Aeropuerto Internacional de Cleveland-Hopkins          | Aer Lingus                                                                                                 | A3xx                |                       |        |
| Dallas                     | Aeropuerto Internacional de Dallas-Fort Worth          | American Airlines                                                                                          |                     |                       |        |
| Denver                     | Aeropuerto Internacional de Denver                     | Aer Lingus                                                                                                 | A330ceo             |                       |        |
| Filadelfia                 | Aeropuerto Internacional de Filadelfia                 | American Airlines                                                                                          |                     |                       |        |
| Hartford                   | Aeropuerto Internacional Bradley                       | Aer Lingus operado por ASL Airlines Ireland                                                                |                     |                       |        |
| Los Ángeles                | Aeropuerto Internacional de Los Ángeles                | Aer Lingus                                                                                                 | A330ceo             |                       |        |
| Miami                      | Aeropuerto Internacional de Miami                      | Aer Lingus (Estacional)                                                                                    | A3xx                |                       |        |
| Mineápolis-Saint Paul      | Aeropuerto Internacional de Mineápolis-Saint Paul      | Aer Lingus                                                                                                 | A330ceo             |                       |        |
| Newark                     | Aeropuerto Internacional Libertad de Newark            | Aer Lingus United Airlines                                                                                 | A3xx                |                       |        |
| Nueva York                 | Aeropuerto Internacional John F. Kennedy               | Aer Lingus American Airlines (Estacional) Delta Airlines                                                   | A330-302 B767-300ER |                       |        |
| Orlando                    | Aeropuerto Internacional de Orlando-Melbourne          | TUI Airways (Estacional)                                                                                   | A330ceo             |                       |        |
| Orlando                    | Aeropuerto Internacional de Orlando                    | Aer Lingus                                                                                                 | A330ceo             |                       |        |
| San Francisco              | Aeropuerto Internacional de San Francisco              | Aer Lingus                                                                                                 | A330ceo             |                       |        |
| Seattle                    | Aeropuerto Internacional de Seattle-Tacoma             | Aer Lingus                                                                                                 | A330ceo             |                       |        |
| Washington D. C.           | Aeropuerto Internacional Washington-Dulles             | Aer Lingus United Airlines                                                                                 | A3xx                |                       |        |
| Asia                       |                                                        | |                     |                       |        |
| Catar                      |                                                        | |                     |                       |        |
| Doha                       | Aeropuerto Internacional de Doha                       | Qatar Airways                                                                                              | B787-9              |                       |        |
| China                      |                                                        | |                     |                       |        |
| Pekín                      | Aeropuerto Internacional de Pekín-Capital              | Hainan Airlines (Directo o Vía EDI)                                                                        |                     |                       |        |
| Shanghái                   | Aeropuerto Internacional de Shanghái-Pudong            | Juneyao Airlines (vía HEL)                                                                                 | B787-9              |                       |        |
| Shenzhen                   | Aeropuerto Internacional de Shenzhen-Bao'an            | Hainan Airlines                                                                                            |                     |                       |        |
| Chipre                     |                                                        | |                     |                       |        |
| Pafos                      | Aeropuerto Internacional de Pafos                      | Ryanair | B737                |                       |        |
| EAU                        |                                                        | |                     |                       |        |
| Abu Dhabi                  | Aeropuerto Internacional de Abu Dhabi                  | Etihad Airways                                                                                             | B787                |                       |        |
| Dubái                      | Aeropuerto Internacional de Dubái                      | Emirates                                                                                                   |                     |                       |        |
| Hong Kong                  |                                                        | |                     |                       |        |
| Hong Kong                  | Aeropuerto Internacional de Hong Kong                  | Cathay Pacific                                                                                             |                     |                       |        |
| Israel                     |                                                        | |                     |                       |        |
| Tel Aviv                   | Aeropuerto Internacional Ben Gurion                    | Arkia (Estacional)                                                                                         |                     |                       |        |
| Turquía                    |                                                        | |                     |                       |        |
| Dalaman                    | Aeropuerto de Dalaman                                  | Ryanair | B737                |                       |        |
| Esmirna                    | Aeropuerto de Esmirna-Adnan Menderes                   | Ryanair (Estacional) SunExpress (Chárter Estacional)                                                       | B737                |                       |        |
| Estambul                   | Aeropuerto Internacional de Estambul                   | Turkish Airlines                                                                                           |                     |                       |        |
| Europa                     |                                                        | |                     |                       |        |
| Alemania                   |                                                        | |                     |                       |        |
| Berlín                     | Aeropuerto de Berlín-Brandeburgo Willy Brandt          | Aer Lingus Ryanair                                                                                         | A3xx B737           |                       |        |
| Bremen                     | Aeropuerto de Bremen                                   | Ryanair (Estacional)                                                                                       | B737                |                       |        |
| Colonia/Bonn               | Aeropuerto de Colonia/Bonn                             | Eurowings Ryanair                                                                                          | B737                |                       |        |
| Dusseldorf                 | Aeropuerto Internacional de Dusseldorf                 | Aer Lingus Eurowings                                                                                       | A3xx                |                       |        |
| Fráncfort del Meno         | Aeropuerto de Fráncfort del Meno                       | Aer Lingus Lufthansa Ryanair                                                                               | A3xx B737           |                       |        |
| Hahn                       | Aeropuerto de Fráncfort Hahn                           | Ryanair | B737                |                       |        |
| Hamburgo                   | Aeropuerto de Hamburgo                                 | Aer Lingus Ryanair                                                                                         | A3xx B737           |                       |        |
| Memmingen                  | Aeropuerto de Memmingen                                | Ryanair | B737                |                       |        |
| Múnich                     | Aeropuerto Internacional de Múnich-Franz Josef Strauss | Aer Lingus Lufthansa Ryanair                                                                               | A3xx B737           |                       |        |
| Stuttgart                  | Aeropuerto de Stuttgart                                | Aer Lingus (Estacional)                                                                                    | A3xx                |                       |        |
| Austria                    |                                                        | |                     |                       |        |
| Innsbruck                  | Aeropuerto de Innsbruck                                | Laudamotion                                                                                                | A320-200            |                       |        |
| Salzburgo                  | Aeropuerto de Salzburgo                                | Aer Lingus (Chárter estacional) Ryanair                                                                    | A3xx B737           |                       |        |
| Viena                      | Aeropuerto de Viena                                    | Aer Lingus Laudamotion                                                                                     | A3xx A320-200       |                       |        |
| Bélgica                    |                                                        | |                     |                       |        |
| Bruselas                   | Aeropuerto de Bruselas                                 | Aer Lingus Ryanair                                                                                         | A3xx B737           |                       |        |
| Charleroi                  | Aeropuerto de Bruselas Sur                             | Ryanair | B737                |                       |        |
| Bulgaria                   |                                                        | |                     |                       |        |
| Burgas                     | Aeropuerto de Burgas                                   | Aer Lingus (Estacional)                                                                                    | A3xx                |                       |        |
| Sofía                      | Aeropuerto de Sofía                                    | Ryanair | B737                |                       |        |
| Croacia                    |                                                        | |                     |                       |        |
| Dubrovnik                  | Aeropuerto de Dubrovnik                                | Aer Lingus (Estacional)                                                                                    | A3xx                |                       |        |
| Pula                       | Aeropuerto de Pula                                     | Aer Lingus (Estacional)                                                                                    | A3xx                |                       |        |
| Split                      | Aeropuerto de Split                                    | Aer Lingus (Estacional)                                                                                    | A3xx                |                       |        |
| Zadar                      | Aeropuerto de Zadar                                    | Ryanair (Estacional)                                                                                       | B737                |                       |        |
| Zagreb                     | Aeropuerto de Zagreb-Franjo Tuđman                     | Croatia Airlines (Estacional)                                                                              |                     |                       |        |
| Dinamarca                  |                                                        | |                     |                       |        |
| Copenhague                 | Aeropuerto de Copenhague-Kastrup                       | Norwegian Air Shuttle Ryanair SAS                                                                          | B737                |                       |        |
| Odense                     | Aeropuerto de Odense                                   | Danish Air Transport (Chárter Estacional)                                                                  |                     |                       |        |
| Eslovaquia                 |                                                        | |                     |                       |        |
| Bratislava                 | Aeropuerto de Bratislava                               | Ryanair | B737                |                       |        |
| España                     |                                                        | |                     |                       |        |
| Alicante                   | Aeropuerto de Alicante                                 | Aer Lingus Ryanair                                                                                         | A3xx B737           |                       |        |
| Almería                    | Aeropuerto de Almería                                  | Ryanair (Estacional)                                                                                       | B737                |                       |        |
| Asturias                   | Aeropuerto de Asturias                                 | Ryanair | B737                |                       |        |
| Barcelona                  | Aeropuerto Internacional de Barcelona                  | Aer Lingus Ryanair Vueling                                                                                 | A3xx B737 A3xx      |                       |        |
| Bilbao                     | Aeropuerto de Bilbao                                   | Aer Lingus                                                                                                 | A3xx                |                       |        |
| Fuerteventura              | Aeropuerto de Fuerteventura                            | Aer Lingus Ryanair                                                                                         | A3xx B737           |                       |        |
| Gerona                     | Aeropuerto de Gerona                                   | Ryanair (Estacional)                                                                                       | B737                |                       |        |
| Gran Canaria               | Aeropuerto de Gran Canaria                             | Aer Lingus Ryanair (Estacional)                                                                            | A3xx B737           |                       |        |
| Ibiza                      | Aeropuerto de Ibiza                                    | Ryanair (Estacional)                                                                                       | B737                |                       |        |
| Lanzarote                  | Aeropuerto de Lanzarote                                | Aer Lingus Ryanair SmartWings (Chárter Estacional)                                                         | A3xx B737           |                       |        |
| Madrid                     | Aeropuerto Adolfo Suárez Madrid-Barajas                | Aer Lingus Ethiopian Iberia Express Ryanair                                                                | A3xx A32x B737      |                       |        |
| Málaga                     | Aeropuerto de Málaga                                   | Aer Lingus Ryanair                                                                                         | A3xx B737           |                       |        |
| Menorca                    | Aeropuerto de Menorca                                  | Air Nostrum (Chárter Estacional)                                                                           |                     |                       |        |
| Murcia                     | Aeropuerto Internacional Región de Murcia              | Ryanair | B737                |                       |        |
| Palma de Mallorca          | Aeropuerto de Palma de Mallorca                        | Aer Lingus (Estacional) Air Europa (Chárter Estacional) AlbaStar (Chárter Estacional) Ryanair (Estacional) | A3xx B7x7 B737      |                       |        |
| Reus                       | Aeropuerto de Reus                                     | AlbaStar (Chárter Estacional) Ryanair (Estacional)                                                         | B737                |                       |        |
| Santander                  | Aeropuerto de Santander                                | Ryanair | B737                |                       |        |
| Santiago de Compostela     | Aeropuerto de Santiago de Compostela                   | Aer Lingus                                                                                                 | A3xx                |                       |        |
| Vigo                       | Aeropuerto de Vigo                                     | Ryanair (pendiente)                                                                                        | B737                |                       |        |
| Sevilla                    | Aeropuerto de Sevilla                                  | Ryanair | B737                |                       |        |
| Tenerife                   | Aeropuerto de Tenerife Sur                             | Aer Lingus Ryanair (Estacional)                                                                            | A3xx B737           |                       |        |
| Valencia                   | Aeropuerto de Valencia-Manises                         | Ryanair | B737                |                       |        |
| Estonia                    |                                                        | |                     |                       |        |
| Tallin                     | Aeropuerto de Tallin                                   | Ryanair (Estacional)                                                                                       | B737                |                       |        |
| Finlandia                  |                                                        | |                     |                       |        |
| Helsinki                   | Aeropuerto de Helsinki-Vantaa                          | Finnair operado por Nordic Regional Airlines Juneyao Airlines Norwegian Air Shuttle                        | B787-9 B737         |                       |        |
| Rovaniemi                  | Aeropuerto de Rovaniemi                                | Aer Lingus (Chárter estacional)                                                                            | A3xx                |                       |        |
| Francia                    |                                                        | |                     |                       |        |
| Beauvais                   | Aeropuerto de Beauvais-Tillé                           | Ryanair | B737                |                       |        |
| Biarritz                   | Aeropuerto de Biarritz-Anglet-Bayonne                  | Ryanair (Estacional)                                                                                       | B737                |                       |        |
| Burdeos                    | Aeropuerto de Burdeos-Mérignac                         | Aer Lingus                                                                                                 | A3xx                |                       |        |
| Carcasona                  | Aeropuerto de Carcasona                                | Ryanair | B737                |                       |        |
| Grenoble                   | Aeropuerto de Grenoble-Isère                           | Ryanair (Estacional)                                                                                       | B737                |                       |        |
| La Rochela                 | Aeropuerto Internacional de La Rochelle                | Ryanair (Estacional)                                                                                       | B737                |                       |        |
| Lyon                       | Aeropuerto de Lyon                                     | Aer Lingus                                                                                                 | A3xx                |                       |        |
| Marsella                   | Aeropuerto de Marsella-Provenza                        | Aer Lingus (Estacional)                                                                                    | A3xx                |                       |        |
| Montpellier                | Aeropuerto de Montpellier-Méditerranée                 | Aer Lingus (Estacional)                                                                                    | A3xx                |                       |        |
| Nantes                     | Aeropuerto de Nantes                                   | Aer Lingus (Estacional)                                                                                    | A3xx                |                       |        |
| Niza                       | Aeropuerto de Niza                                     | Aer Lingus (Estacional)                                                                                    | A3xx                |                       |        |
| París                      | Aeropuerto de París-Charles de Gaulle                  | Aer Lingus Air France                                                                                      | A3xx                |                       |        |
| París                      | Aeropuerto de París-Orly                               | Transavia France                                                                                           |                     |                       |        |
| Perpiñán                   | Aeropuerto de Perpiñán-Rivesaltes                      | Ryanair (Estacional)                                                                                       | B737                |                       |        |
| Rennes                     | Aeropuerto de Rennes Saint-Jacques                     | Aer Lingus Regional operado por Emerald Airlines (Estacional)                                              | ATR 72-600          |                       |        |
| Toulouse                   | Aeropuerto de Toulouse-Blagnac                         | Aer Lingus (Estacional)                                                                                    | A3xx                |                       |        |
| Tours                      | Aeropuerto de Tours Val de Loire                       | Ryanair | B737                |                       |        |
| Grecia                     |                                                        | |                     |                       |        |
| Atenas                     | Aeropuerto Internacional Eleftherios Venizelos         | Aegean Airlines (Estacional) Ryanair (Estacional)                                                          | A32x B737           |                       |        |
| Corfú                      | Aeropuerto Internacional de Corfú-Ioannis Kapodistrias | Aer Lingus (Estacional)                                                                                    | A3xx                |                       |        |
| La Canea                   | Aeropuerto Internacional de La Canea                   | Ryanair (Estacional)                                                                                       | B737                |                       |        |
| Rodas                      | Aeropuerto Internacional de Rodas-Diágoras             | Ryanair (Estacional)                                                                                       | B737                |                       |        |
| Hungría                    |                                                        | |                     |                       |        |
| Budapest                   | Aeropuerto de Budapest-Ferenc Liszt                    | Aer Lingus Ryanair                                                                                         | A3xx B737           |                       |        |
| Isla de Man                |                                                        | |                     |                       |        |
| Isla de Man                | Aeropuerto de la Isla de Man                           | Aer Lingus                                                                                                 | A3xx                |                       |        |
| Islandia                   |                                                        | |                     |                       |        |
| Reikiavik                  | Aeropuerto Internacional de Keflavík                   | Icelandair                                                                                                 | B7x7                |                       |        |
| Italia                     |                                                        | |                     |                       |        |
| Alghero                    | Aeropuerto de Alghero-Fertilia                         | Air Nostrum (Chárter Estacional)                                                                           |                     |                       |        |
| Bari                       | Aeropuerto de Bari-Palese                              | Ryanair | B737                |                       |        |
| Bérgamo                    | Aeropuerto de Bérgamo-Orio al Serio                    | Ryanair | B737                |                       |        |
| Bolonia                    | Aeropuerto de Bolonia                                  | Aer Lingus (Estacional)                                                                                    | A3xx                |                       |        |
| Catania                    | Aeropuerto de Catania-Fontanarossa                     | Aer Lingus (Estacional)                                                                                    | A3xx                |                       |        |
| Comiso                     | Aeropuerto de Comiso                                   | Ryanair (Estacional)                                                                                       | B737                |                       |        |
| Milán                      | Aeropuerto de Milan-Linate                             | Aer Lingus                                                                                                 | A3xx                |                       |        |
| Milán                      | Aeropuerto de Milán-Malpensa                           | Aer Lingus Ryanair                                                                                         | A3xx B737           |                       |        |
| Nápoles                    | Aeropuerto de Nápoles                                  | Aer Lingus (Estacional)                                                                                    | A3xx                |                       |        |
| Palermo                    | Aeropuerto de Palermo-Punta Raisi                      | Ryanair (Estacional)                                                                                       | B737                |                       |        |
| Pisa                       | Aeropuerto de Pisa                                     | Ryanair (Estacional)                                                                                       | B737                |                       |        |
| Roma                       | Aeropuerto de Roma-Fiumicino                           | Aer Lingus                                                                                                 | A3xx                |                       |        |
| Roma                       | Aeropuerto de Roma-Ciampino                            | Ryanair | B737                |                       |        |
| Treviso                    | Aeropuerto de Sant'Angelo Treviso                      | Ryanair | B737                |                       |        |
| Turín                      | Aeropuerto de Turín-Caselle                            | Ryanair (Estacional)                                                                                       | B737                |                       |        |
| Venecia                    | Aeropuerto Internacional Marco Polo                    | Ryanair | B737                |                       |        |
| Verona                     | Aeropuerto de Verona-Villafranca                       | Aer Lingus                                                                                                 | A3xx                |                       |        |
| Jersey                     |                                                        | |                     |                       |        |
| Jersey                     | Aeropuerto de Jersey                                   | Aer Lingus Regional operado por Emerald Airlines (Estacional)                                              | ATR 72-600          |                       |        |
| Lituania                   |                                                        | |                     |                       |        |
| Kaunas                     | Aeropuerto de Kaunas                                   | Ryanair | B737                |                       |        |
| Vilna                      | Aeropuerto Internacional de Vilna                      | Ryanair | B737                |                       |        |
| Luxemburgo                 |                                                        | |                     |                       |        |
| Luxemburgo                 | Aeropuerto de Luxemburgo Findel                        | Luxair (Chárter Estacional) Ryanair                                                                        | B737                |                       |        |
| Malta                      |                                                        | |                     |                       |        |
| Luqa                       | Aeropuerto Internacional de Malta                      | Ryanair | B737                |                       |        |
| Moldavia                   |                                                        | |                     |                       |        |
| Chisináu                   | Aeropuerto Internacional de Chisináu                   | Air Moldova Fly One                                                                                        | A3xxceo             |                       |        |
| Noruega                    |                                                        | |                     |                       |        |
| Oslo                       | Aeropuerto de Oslo Gardermoen                          | Norwegian Air Shuttle SAS                                                                                  | B737                |                       |        |
| Países Bajos               |                                                        | |                     |                       |        |
| Ámsterdam                  | Aeropuerto de Ámsterdam-Schiphol                       | Aer Lingus KLM KLM Cityhopper Ryanair                                                                      | A3xx E-Jet B737     |                       |        |
| Eindhoven                  | Aeropuerto de Eindhoven                                | Ryanair | B737                |                       |        |
| Polonia                    |                                                        | |                     |                       |        |
| Breslavia                  | Aeropuerto de Breslavia-Copérnico                      | Ryanair | B737                |                       |        |
| Bydgoszcz                  | Aeropuerto de Bydgoszcz-Ignacy Jan Paderewski          | Ryanair | B737                |                       |        |
| Cracovia                   | Aeropuerto de Cracovia-Juan Pablo II                   | Ryanair | B737                |                       |        |
| Gdansk                     | Aeropuerto de Gdańsk-Lech Wałęsa                       | Ryanair | B737                |                       |        |
| Katowice                   | Aeropuerto Internacional de Katowice                   | Ryanair | B737                |                       |        |
| Łódź                       | Aeropuerto de Łódź-Władysław Reymont                   | Ryanair | B737                |                       |        |
| Lublin                     | Aeropuerto de Lublin                                   | Ryanair (Estacional)                                                                                       | B737                |                       |        |
| Poznań                     | Aeropuerto de Poznań Ławica                            | Ryanair | B737                |                       |        |
| Rzeszów                    | Aeropuerto de Rzeszów                                  | Ryanair | B737                |                       |        |
| Szczecin                   | Aeropuerto de Szczecin-Goleniów                        | Ryanair | B737                |                       |        |
| Varsovia                   | Aeropuerto de Varsovia                                 | Aer Lingus Ryanair                                                                                         | A3xx B737           |                       |        |
| Portugal                   |                                                        | |                     |                       |        |
| Faro                       | Aeropuerto de Faro                                     | Aer Lingus Luxair (Chárter Estacional) Ryanair                                                             | A3xx B737           |                       |        |
| Lisboa                     | Aeropuerto Internacional de Lisboa                     | Aer Lingus Ryanair TAP Air Portugal                                                                        | A3xx B737 A3xx      |                       |        |
| Oporto                     | Aeropuerto de Oporto-Francisco Sá Carneiro             | Ryanair | B737                |                       |        |
| Reino Unido                |                                                        | |                     |                       |        |
| Aberdeen                   | Aeropuerto de Aberdeen                                 | Aer Lingus Regional operado por Emerald Airlines                                                           | ATR 72-600          |                       |        |
| Birmingham                 | Aeropuerto de Birmingham                               | Aer Lingus Aer Lingus Regional operado por Emerald Airlines                                                | A3xx ATR 72-600     |                       |        |
| Brístol                    | Aeropuerto Internacional de Brístol                    | Aer Lingus Regional operado por Emerald Airlines                                                           | ATR 72-600          |                       |        |
| Carlisle                   | Aeropuerto de la ciudad de Carlisle                    | Loganair                                                                                                   |                     |                       |        |
| East Midlands              | Aeropuerto de East Midlands                            | Ryanair | B737                |                       |        |
| Edimburgo                  | Aeropuerto Internacional de Edimburgo                  | Aer Lingus Hainan Airlines Ryanair                                                                         | A3xx B737           |                       |        |
| Glasgow                    | Aeropuerto Internacional de Glasgow                    | Aer Lingus Ryanair                                                                                         | A3xx B737           |                       |        |
| Inverness                  | Aeropuerto de Inverness                                | Loganair                                                                                                   |                     |                       |        |
| Leeds                      | Aeropuerto Internacional de Leeds Bradford             | Aer Lingus Ryanair                                                                                         | A3xx B737           |                       |        |
| Liverpool                  | Aeropuerto de Liverpool John Lennon                    | Ryanair | B737                |                       |        |
| Londres                    | Aeropuerto de la Ciudad de Londres                     | British Airways operado por BA CityFlyer                                                                   | E-190               |                       |        |
| Londres                    | Aeropuerto de Londres-Gatwick                          | Aer Lingus Ryanair                                                                                         | A3xx B737           |                       |        |
| Londres                    | Aeropuerto de Londres-Heathrow                         | Aer Lingus British Airways                                                                                 | A3xx                |                       |        |
| Londres                    | Aeropuerto de Londres-Luton                            | Ryanair | B737                |                       |        |
| Londres                    | Aeropuerto de Londres-Southend                         | Ryanair | B737                |                       |        |
| Londres                    | Aeropuerto de Londres-Stansted                         | Ryanair | B737                |                       |        |
| Mánchester                 | Aeropuerto de Mánchester                               | Aer Lingus British Airways (Estacional)                                                                    | A3xx                |                       |        |
| Newcastle upon Tyne        | Aeropuerto de Newcastle upon Tyne                      | Aer Lingus Ryanair                                                                                         | A3xx B737           |                       |        |
| Newquay                    | Aeropuerto de Newquay                                  | Aer Lingus                                                                                                 | A3xx                |                       |        |
| Nottingham                 | Aeropuerto de East Midlands                            | Ryanair | B737                |                       |        |
| República Checa            |                                                        | |                     |                       |        |
| Praga                      | Aeropuerto de Praga                                    | Aer Lingus Ryanair                                                                                         | A3xx B737           |                       |        |
| Suecia                     |                                                        | |                     |                       |        |
| Estocolmo                  | Aeropuerto de Estocolmo Arlanda                        | Norwegian Air Shuttle SAS                                                                                  | B737                |                       |        |
| Suiza                      |                                                        | |                     |                       |        |
| Ginebra                    | Aeropuerto Internacional de Ginebra                    | Aer Lingus Swiss                                                                                           | A3xx A              |                       |        |
| Zúrich                     | Aeropuerto Internacional de Zúrich                     | Aer Lingus Swiss                                                                                           | A3xx A              |                       |        |
| Suiza / Francia / Alemania |                                                        | |                     |                       |        |
| Basilea/Mulhouse/Friburgo  | Aeropuerto de Basilea-Mulhouse-Friburgo                | Ryanair | B737                |                       |        |

## Cargo
| Ciudades por países | Nombre del aeropuerto                      | Aerolíneas                       |              |              |              |
| Norteamérica        | Norteamérica                               | Norteamérica                     | Norteamérica | Norteamérica | Norteamérica |
| ------------------- | ------------------------------------------ | -------------------------------- | ------------ | ------------ | ------------ |
| Estados Unidos      |                                            |                                  |              |              |              |
| Chicago             | Aeropuerto Internacional Chicago O'Hare    | Air France Cargo                 |              |              |              |
| Europa              |                                            |                                  |              |              |              |
| Alemania            |                                            |                                  |              |              |              |
| Colonia / Bonn      | Aeropuerto de Colonia/Bonn                 | Star Air                         |              |              |              |
| Bélgica             |                                            |                                  |              |              |              |
| Lieja               | Aeropuerto de Lieja                        | Bluebird Cargo                   |              |              |              |
| Francia             |                                            |                                  |              |              |              |
| París               | Aeropuerto Internacional Charles de Gaulle | Air France Cargo / FedEx Express |              |              |              |
| Irlanda             |                                            |                                  |              |              |              |
| Cork                | Aeropuerto de Cork                         | ASL Airlines Belgium             |              |              |              |
| Shannon             | Aeropuerto de Shannon                      | Star Air / UPS                   |              |              |              |
| Islandia            |                                            |                                  |              |              |              |
| Reykiavik           | Aeropuerto Internacional de Keflavík       | Bluebird Cargo                   |              |              |              |
| Reino Unido         |                                            |                                  |              |              |              |
| East Midlands       | Aeropuerto de East Midlands                | DHL Aviation                     |              |              |              |
| Londres             | Aeropuerto de Londres-Stansted             | FedEx Express                    |              |              |              |

## Estadísticas
Ver fuente y consulta Wikidata.
| Puesto                            | Aeropuerto              | Pasajeros | Variación % |
| --------------------------------- | ----------------------- | --------- | ----------- |
| 1                                 | Londres–Heathrow        | 1.856.099 | 02,6        |
| 2                                 | Londres–Gatwick         | 1.348.128 | 00,0        |
| 3                                 | Ámsterdam               | 1.216.258 | 01,3        |
| 4                                 | Mánchester              | 1.003.532 | 01,9        |
| 5                                 | Birmingham              | 947.672   | 02,2        |
| 6                                 | Londres–Stansted        | 907.732   | 01,1        |
| 7                                 | Fráncfort               | 761.330   | 026,7       |
| 8                                 | París–Charles de Gaulle | 759.886   | 05,2        |
| 9                                 | Edimburgo               | 658.956   | 04,1        |
| 10                                | Málaga                  | 657.852   | 016,1       |
| Source: Central Statistics Office |                         |           |             |